# Karsten Lange
Karsten Lange (* 10. Juli 1957) ist ein ehemaliger deutscher Fußballspieler.

## Werdegang
Der Torwart Karsten Lange begann seine Karriere beim FC Kilia Kiel und wechselte später über Hertha BSC aus Berlin zum VfR Neumünster. Im Sommer 1981 wechselte Lange zum TuS Schloß Neuhaus aus Paderborn in die Oberliga Westfalen. Mit den Neuhaus wurde Lange ein Jahr später Meister und schaffte den Aufstieg in die 2. Bundesliga. Dabei stand er allerdings im Schatten des Stammtorhüters Ulrich Greifenberg. Lange gab sein Zweitligadebüt am 28. Mai 1983 beim 2:2 der Neuhäuser beim MSV Duisburg und machte eine Woche später gegen den VfL Osnabrück sein zweites Zweitligaspiel. Zu diesem Zeitpunkt war die Neuhaus allerdings schon abgestiegen.